# August Freund (Gewerkschafter)
August Anton Freund (* 19. Juni 1926 in Miesbach; † 27. August 1997 in München) war ein deutscher Gewerkschafter.
Freund besuchte die Volksschule und das städtische Gymnasium in München, nahm am Zweiten Weltkrieg teil und machte danach die Lehre zum Bankkaufmann. In diesem Beruf war er von 1945 bis 1953 tätig, ehe er in den öffentlichen Dienst im Landratsamt Miesbach wechselte. 1952 trat er der ÖTV bei, bei der er mehrere sowohl betriebliche als auch ehrenamtliche Funktionen innehatte. So wurde er 1960 Sekretär und Geschäftsführer der Ortsverwaltung München-Land und 1969 Sekretär der Bezirksleitung in München. Nachdem er von 1976 an noch stellvertretender Landesvorsitzender war, übte er von 1980 bis 1988 das Amt des Landesvorsitzenden der ÖTV in Bayern aus. Er gehörte außerdem dem Landesbezirksvorstand des DBG, dem Aufsichtsrat der Isar-Amperwerke und der Bayernwerk AG und von 1979 bis 1989 den Bayerischen Senat an. Er erhielt den Bayerischen Verdienstorden.